# Sciades passany
Sciades passany é uma espécie de bagre da família Ariidae. Foi descrito por Achille Valenciennes em 1840, originalmente sob o gênero Bagrus. Ocorre em estuários e águas marinhas costeiras no Brasil, Venezuela, Suriname, Guiana Francesa, Guiana e Trinidad e Tobago. Atinge um comprimento total máximo de 1 metro , mais comumente atingindo por volta de meio metro. Atinge um peso máximo de 15 quilos.  [carece de fontes?]
O Sciades passany está atualmente classificado como carente de dados na lista vermelha da IUCN, mas observa que embora a espécie não seja de interesse significativo para a pesca, possivelmente tem uma taxa de maturação lenta devido ao seu tamanho, o que pode afetar seu potencial de sobre-exploração.